# Аллахвердиев, Фуад Разим оглы
Аллахвердиев, Фуад Разим оглы (азерб. Fuad Razim oğlu Allahverdiyev; род. 8 июня 1975, Баку, Азербайджанская ССР) — азербайджанский предприниматель, председатель Совета Директоров магистрального Интернет-провайдера Азербайджана ООО «AzerTelecom», генеральный директор кабельного телевидения «BB&TV Communications».

## Биография
Фуад Аллахвердиев родился 8 июня 1975 года в городе Баку. Окончил факультет Прикладной Математики Бакинского государственного университета по специальности «Экономическая Кибернетика», а также Московский государственный университет, по программе «Мастер делового администрирования» (Executive MBA).

## Карьера
Фуад Аллахвердиев является автором и основателем нескольких стартапов в сфере телекоммуникаций и высоких технологий в Азербайджане (SMART-BANK, SMART-FINANCE, AileTV, AileNet, A-Billing, MyQUEUE, Mobile Financial Systems (MFS), Azerbaijan Content Centre (ACC) и т. д.). Он работал в руководящих должностях ряда компаний, функционирующих в сфере высоких технологий и телекоммуникаций Азербайджана.
В разное время занимал руководящие должности в таких банках как ОАО «Банк Российский Кредит», «United Credit Bank», «Amrahbank», «Atlantbank», а также «NikoilBank».
В 2004 году он стал соучредителем компании ООО «SKY», которая занималась созданием локальных телевизионных и интернет сетей. В дальнейшем, данная компания начала предоставлять услуги кабельного телевидения и Интернет-провайдера, под брендами «Ailə TV» и «Ailə NET».
Фуад Аллахвердиев является одним из инициаторов концепции «Azerbaijan Digital Hub», включающую в себя глобальный инфраструктурный проект «Цифровой Шелковый Путь».

### Руководимые им компании
С 2020 года Ф. Аллахвердиев является председателем Совета Директоров магистрального Интернет-провайдера Азербайджана ООО «AzerTelecom», генеральным директором ООО «AzerTelecom International», генеральным директором одного из первых кабельных телевидений в Азербайджане «B&B TV Communications», председателем Наблюдательного Совета Интернет-провайдера ООО «Uninet» и председателем Наблюдательного Совета финтех-компании ООО «GoldenPay».
Фуад Аллахвердиев также является членом Правления «Caspian Energy Club» созданного в 2002 году и объединяющего в своих рядах более 5000 компаний и организаций из 50 стран.
Руководил телекоммуникационной компанией «Caspian Telecom» до 2015 года, где отвечал за реализацию проектов в сфере В2В, B2G и В2О.
В 2015—2016 гг. Фуад Аллахвердиев работал на должности Генерального директора в ООО «CONNECT», являющейся одной из передовых компаний в телекоммуникационной отрасли Азербайджана. Во время руководства Ф. Аллахвердиева компанией был реализован проект «OTT TV».
С марта 2016 года генеральный директор компании «BB&TV Communications», являющейся одной из операторов кабельного телевидения Азербайджана.
В 2016—2019 годах генеральный директор по развитию бизнеса в компании ООО «Azerfon».
В мае 2017 назначен генеральным директором магистрального интернет провайдера ООО «AzerTelecom», соединяющего Азербайджан с международной сетью Интернет.
В 2017 году он также был назначен на должность председателя Наблюдательного Совета в телекоммуникационной компании ООО «Uninet» и членом Наблюдательного Совета финтех-компании ООО «GoldenPay».
В 2018 году компания «AzerTelecom» запустила инициативу «Azerbaijan Digital Hub», одним из со-инициаторов которой является Фуад Аллахвердиев. В рамках инициативы в настоящее время продолжаются работы по реализации проекта «Цифровой Шелковый Путь» — магистрального инфраструктурного проекта, который соединит оптоволоконной линией связи Европу и Азию через Азербайджан.

## Проекты
В 1998 году он был одним из основателей ООО «Smart Systems Technology» и разработал такие проекты как «SMART-BANK», «SMART-FINANCE», «Phone to Phone», «İnternet Service Bank», «SMS-Bank», «Wap-Bank».